# 아와카와바타역
아와카와바타역(일본어: 阿波川端駅)은 일본 도쿠시마현 이타노군 이타노정에 위치한 시코쿠 여객철도 고토쿠 선의 철도역이다. 역 번호는 T06이며, 단선 승강장 1면 1선의 구조를 갖춘 지상역이다.

## 이용 현황
- 1일 이용자 수 : 184명

## 역 주변
- 다카마쓰 자동차도 이타노 나들목
- 가와바타 커뮤니티 센터

## 역사
- 1927년 7월 15일 : 아와 철도의 가와바타 정류장으로서 개업.
- 1933년 7월 1일 : 아와 철도 국유화. 동시에 아와카와바타역으로 개칭.
- 1987년 4월 1일 : 일본국유철도 분할 민영화에 의해, 시코쿠 여객철도가 승계.

## 인접 역
| 시코쿠 여객철도           | 시코쿠 여객철도 | 시코쿠 여객철도         |
| ------------------------- | --------------- | ----------------------- |
| T 07 이타노 다카마쓰 방면 | 고토쿠 선       | 반도 T 05 도쿠시마 방면 |